# 胡含
胡含（1924年—2016年3月15日），原名胡笃融，男，湖南湘潭人，中国遗传学家，曾任中国科学院遗传研究所所长，中国遗传学会副理事长。